# Prostaglandina
Les prostaglandines són un conjunt de molècules senyal de caràcter lipídic de tipus icosanoide, el precursor de les quals és l'àcid araquidònic. Estan formades per 20 àtoms de carboni, un grup d'àcid carboxílic i un anell de cinc carbonis (ciclopentà).
Aquestes molècules estan presents en gairebé tots els teixits, inclòs en el líquid cefalorraquidi, i actuen com a mediadors en un gran nombre de processos fisiològics, com ara la vasoconstricció, la inflamació o la coagulació de la sang.
Existeixen diversos tipus de prostaglandines, amb cèl·lules diana i funcions diferents. Es classifiquen per la seva estructura química, utilitzant lletres de la «A» fins a la «I» (és a dir, des de «PGA» fins a«PGI» per designar els substituents que posseeix l'anell carbònic, i subíndex numèrics (PGA₃) per indicar el nombre d'enllaços no saturats.
Les prostaglandines, a causa de la seva participació en processos inflamatoris que produeixen danys en l'ADN, tenen una important vinculació amb el càncer i les malalties neurodegeneratives.

## Història
Les prostaglandines van ser descobertes el 1930 per dos ginecòlegs nord-americans (Kurgrok i Lieb), que van observar que secrecions de les glàndules genitals de mamífers induïen contracció i relaxació en preparacions de múscul llis aïllat, en concret d'úter humà.
Ulf Svante von Euler, el 1935, va aïllar el compost responsable a partir del líquid seminal i el va identificar com un àcid liposoluble, que va denominar prostaglandina (del grec prostates i el llatí glandula), ja que considerava que aquesta substància es trobava únicament a la pròstata. Més tard es va demostrar que les prostaglandines són secretades per molts altres teixits, en els quals duen a terme diverses funcions. A causa de la Segona Guerra Mundial, no va haver-hi més avanços en aquest camp fins al 1969, quan E. J. Corey va portar a terme les primeres síntesis totals de prostaglandines F₂α i E₂. Per aquest treball va guanyar el Premi Japó el 1989. Des de llavors, l'interès científic per aquestes molècules ha anat en augment i s'ha trobat relació amb moltes funcions de l'organisme.
Poc després, el 1970, Sultan Karim va ser el primer a utilitzar les prostaglandines per la inducció satisfactòria del part. Des de llavors, nombrosos informes han confirmat l'èxit dels resultats en la inducció del part en pacients amb cèrvix immadur. El 1971, es va determinar que els fàrmacs similars a l'aspirina poden inhibir la síntesi de prostaglandina.
El Premi Nobel de Fisiologia o Medicina del 1982 va ser concedit als bioquímics Sune K. Bergström, Bengt I. Samuelsson i John R. Vane «pels seus descobriments sobre les prostaglandines i substàncies actives biològiques relacionades».

## Estructura i síntesi
Les prostaglandines pertanyen a la família dels icosanoides, és a dir, són molècules lipídiques originades a causa de l'oxigenació de l'àcid araquidònic i estan caracteritzades per presentar un anell de cinc carbonis i un grup carboxílic.
Síntesi

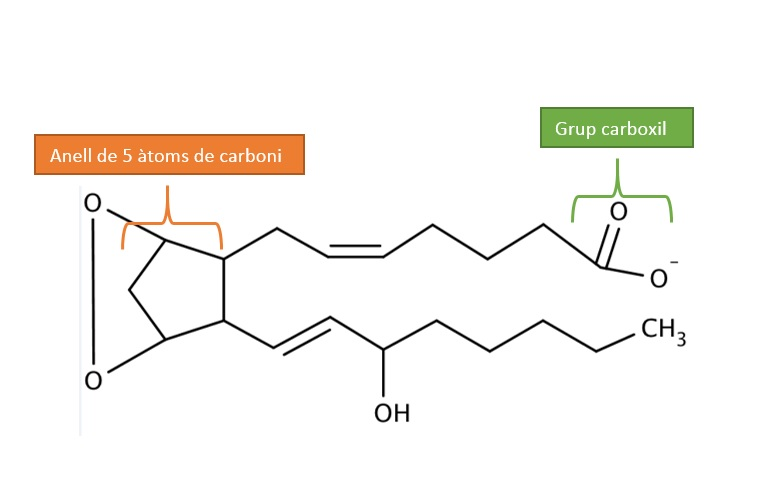
Exemple de l'estructura d'una prostaglandina (PGH2)

Les prostaglandines, juntament amb altres eicosanoides com el tromboxà o el leucotriè, provenen de l'àcid araquidònic (AA), un àcid gras poliinsaturat 20:4 present a les membranes cel·lulars i derivat de l'àcid linoleic, un àcid gras essencial per als mamífers.
Les dues principals rutes oxidatives enzimàtiques de l'àcid araquidònic són la via de la lipoxigenasa i la via de la ciclooxinsa.
- Via de la lipoxigenasa (LOX), la qual té com a productes principals els leucotriens, els HETE (àcids hidroxieicosatretaenoics) i les lipoxines.
- Via de la ciclooxigenasa (COX), la qual té com a productes principals les prostaglandines, les prostaciclines i els tromboxans.[3]

Aquests dos enzims no actuen sobre l'AA esterificat, pel qual primer ha de ser alliberat en forma d'àcid gras lliure dels fosfolípids (en el segon carboni de la fosfatidilcolina i la fosftidiletanolamina) de membrana per fosfolipases.
L'hidrolització de l'àcid araquidònic d'aquests lípids de membrana depèn de l'activació de les fosfolipases cel·lulars (A2 i/o C) a partir de l'acció d'estímuls externs com l'adrenalina, la trombina o la bradicina que causen l'activació d'una proteïna G. Un cop obtingut, l'àcid araquidònic és metabolitzat en forma ràpida fins a obtenir productes oxigenats per acció de diferents sistemes enzimàtics com la ciclooxigenasa, lipooxigenases o famílies del citocrom P-450. La prostaglandina H2 sintasa-1 catalitza la formació de prostaglandina H₂ a partir de l'àcid araquidònic en dos passos: una reacció catalitzada per la ciclooxigenasa i l'altra per la peroxidasa. Aquest enzim és un homodímer amb una estructura complexa constituïda fonamentalment per hèlix α i es troba unit a la membrana del reticle endoplasmàtic de forma que no es troba inserit dins, sinó que es col·loca al llarg de la superfície externa de la membrana ancorat a través d'un grup d'hèlixs α amb superfície hidròfoba.
Existeixen dues isoformes d'aquest enzim: COX-1 (s'expressa en forma constitutiva en totes les cèl·lules) i COX-2 (no es mostra de forma constituiva però pot ser induïda per citocines, factors de creixement,endotoxines i carcinogens del tabac). Les ciclooxigenases actuen sobre l'àcid araquidònic i provoquen dues accions diferents: oxigena i produeix una estructura d'anell formant l'endoperòxid cíclic PGG2 i una activitat de peroxidasa que transforma PGG₂ a PGH₂.
Els endoperòxids obtinguts (G i H) són químicament inestables, però per acció enzimàtica es transformen en diversos productes que inclouen les prostaglandines (PGE₂, PGD₂, PGF₂ PGI₂ i tromboxans(TXA2)). Les diferents classes de prostaglandines es formen per l'acció de reductases i isomerases.
Totes les cèl·lules són capaces de sintetitzar endoperòxids cíclics a partir de l'àcid araquidònic un cop lliure (a excepció dels eritròcits) però la seva transformació varia en cada teixit, ja que depèn dels enzims que estiguin presents. Per exemple, el pulmó pot sintetitzar tant prostaglandines com tromboxans, en canvi, les plaquetes no presenten els enzims necessaris per sintetitzar prostaglandines (però presenten TXA2, així que tenen la possibilitat de sintetitzar tromboxà).

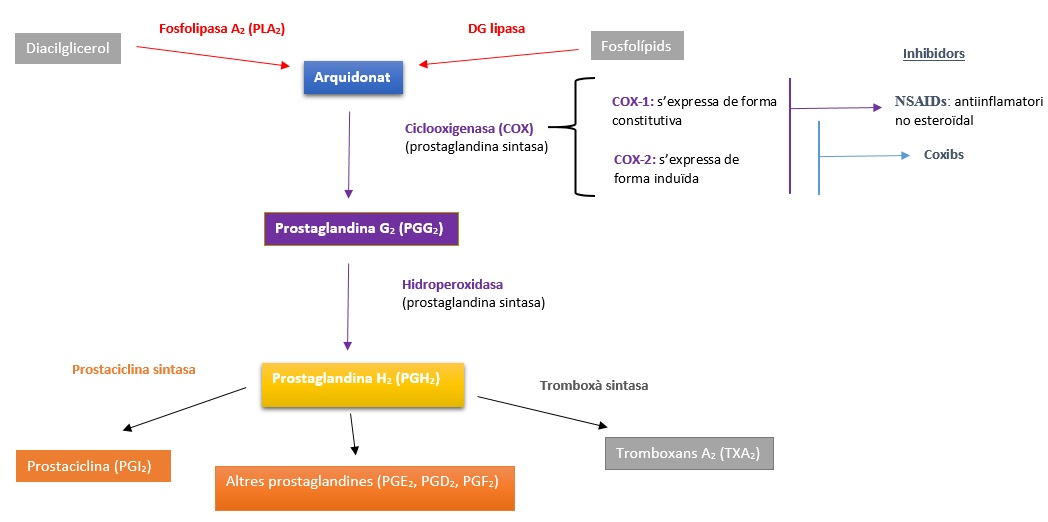
Esquema tipus prostaglandines i inhibició

## Mecanisme d'acció
Les prostaglandines, les prostaciclines, els tromboxans i els leucotriens i altres eicosanoides són hormones locals amb funció autocrina i paracrina, ja que són de vida breu. Com a tals alteren activitats de les cèl·lules on se sintetitzen i de les cèl·lules adjacents per unió a receptors acoblats a proteïnes G (GPCRs, també coneguts com a receptors transmembrana de set dominis o 7TM), una gran família de receptors proteics que detecten molècules del medi extracel·lular i activen vies intracel·lulars de transducció de senyal, i en última instància, respostes cel·lulars. La natura d'aquests efectes varia d'un tipus de cèl·lula a un altre segons el tipus de receptor, a diferència de les accions més comunes de les hormones universals, com la insulina o el glucagó.
Alliberament de prostaglandines de la cèl·lula
Inicialment es creia que les prostaglandines sortien de les cèl·lules a través de difusió passiva, a causa de la seva alta lipofília. El descobriment del transportador de prostaglandina PGT, SLCO2A1, que regula la captació cel·lular de prostaglandines, ha demostrat que la difusió no pot explicar la penetració de les prostaglandines a través de la membrana cel·lular.
Transducció de senyal: interacció amb les proteïnes G
Les prostaglandines intervenen en la transmissió del missatge que determinats tipus d'hormones envien a les cèl·lules efectores. La interacció entre l'hormona i els receptors de membrana provoca, a través de la prostaglandina sintetasa, un augment de la síntesi de les prostaglandines. Aquestes, unint-se als seus GPCRs específics, són capaces d'activar indirectament la formació del nucleòtid AMP cíclic (AMPc), un segon missatger emprat en les rutes de transducció de senyal cel·lular com a resposta a un estímul extern o intern, com pot ser una hormona, o una resposta de regulació postraduccional, estimulant diverses funcions cel·lulars.
Quan una prostaglandina s'uneix al seu GPCR li provoca un canvi conformacional, el qual li permet actuar com un factor intercanviador de nuclèotids de guanina (GEF). El GPCR pot llavors activar la proteïna G amb la qual està associada substituint el nucleòtid GDP que té enllaçat per un GTP. La subunitat alfa de la proteïna (Gα), juntament amb el GTP que té enllaçat, pot llavors dissociar-se de les subunitats beta i gamma (Gβγ). La primera activa cascades de senyalització cel·lular, per exemple mitjançant l'adenilat ciclasa i la consegüent generació d'AMPc, mentre que les segones poden exercir funcions biològiques com l'apertura de canals.
Concretament, l'acció de les prostaglandines està relacionada amb canvis en l'AMPc, sintetitzat per l'adenilat ciclasa, enzim localitzat a la membrana cel·lular i activat pels activadors de la subunitat alfa de la proteïna G. L'AMPc s'uneix a la cinasa A, i mitjançant un canvi conformacional, aquesta fosforil·la els residus de serina o treonina de substrats proteics, provocant així un canvi en l'activitat d'aquests substrats i desencadenant per tan diversos processos cel·lulars. En determinades circumstàncies, però, el mateix tipus de prostaglandina també pot inhibir l'adenilat ciclasa i impedir les funcions cel·lulars que hauria d'estimular. Tanmateix, la intensitat d'acció de diferents tipus de prostaglandines sobre l'adenil ciclasa no és la mateixa.

### Inhibició de les prostaglandines
Els inhibidors de les prostaglandines presenten diversos usos farmacològics, principalment com antiinflamatoris, analgèsics i antipirètics. Exemples d'antagonistes de les prostaglandines són els següents:

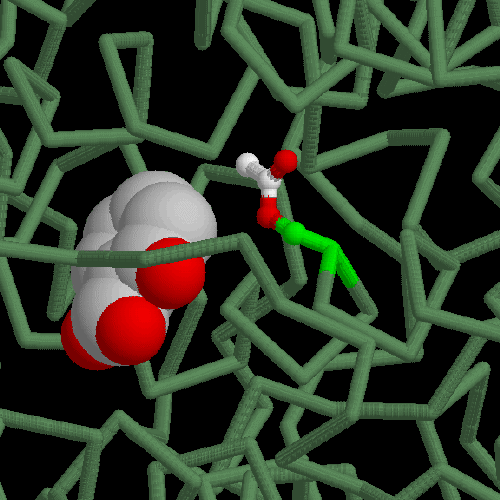
Inhibició de la ciclooxigenasa: el grup acetil (vermell i blanc), serina (verd clar), àcid salicílic (esferes grans), la resta de la proteïna es mostra de color verd fosc

- AINE (antiinflamatoris no esteroidals), on s'inclou l'aspirina (àcid acetilsalicílic): inhibeixen la ciclooxigenasa 1 i 2 (COX-1 i COX-2), i per tant, la síntesi de prostaglandines i tromboxans.
- Corticosteroides: inhibeixen la producció de la fosfolipasa A2, enzim que catalitza la hidròlisi de l'àcid araquidònic (precursor de les prostaciclines) dels fosfolípids.
- Inhibidors selectius de la COX-2 o coxibs: com que la COX-1 promou la producció de mucus natural a l'interior del conducte gàstric i la reducció de la secreció d'àcid i de pepsina, la seva inhibició inespecífica per part dels AINE sense distingir-la de la COX-2 pot causar hemorràgies digestives i úlceres. Per aquest motiu es van desenvolupar els inhibidors selectius de la COX-2 o coxibs, ja que inhibeixen la producció de les prostaglandines implicades en la inflamació però sense disminuir la producció de les que protegeixen l'aparell digestiu. Malgrat aquest aparent avantatge, aquest tipus d'inhibidors poden augmentar el risc cardiovascular, degut a un desequilibri entre la proporció de tromboxà (sintetitzat per COX-1) i prostaciclina (sintetitzada per COX-2) circulants en sang; si s'inhibeix la COX-2 disminueix la síntesi de prostaciclina (un potent vasodilatador), sense inhibir la COX-1 i, per tant, sense reduir la síntesi de tromboxà, un potent vasoconstrictor i agregant trombocític, l'efecte protector anticoagulant de la prostaciclina disminueix i el risc de formació de tromb augmenta, així com els infarts cardíacs i altres problemes circulatoris que en deriven.

Aspirina

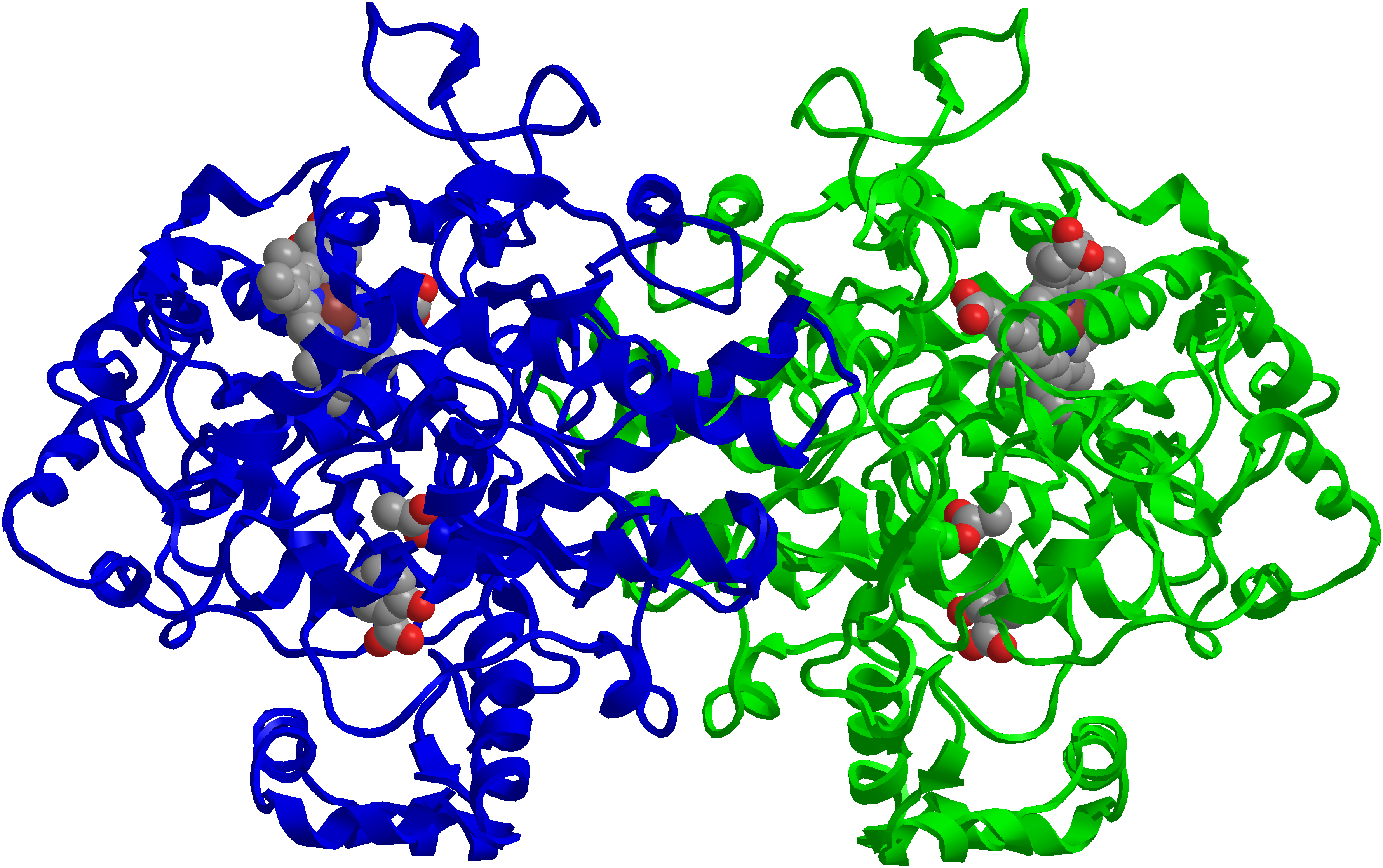
COX-2 inhibida per l'aspirina

Mentre que la resta dels AINEs i els coxibs inhibeixen la producció de prostaglandines i tromboxans de manera reversible, l'aspirina (àcid acetilsalicílic) ho fa de forma irreversible i no selectiva. L'aspirina actua com un agent acetilant, on un grup acetil s'enllaça covalentment a un residu de serina en el lloc actiu de les dues isoformes de l'enzim COX, presentant una afinitat lleugerament superior pel COX-1 i, per tant, reduint significativament la formació de tromboxà als trombòcits en comparació amb la síntesi de prostaciclina. Per aquest motiu l'aspirina també actua com a antiagregant plaquetari, sent prescrita en petites dosis a pacients amb risc de patir un accident cardiovascular. Presenta com a principal efecte advers la irritació gastrointestinal.

## Tipus
Taula resum dels diferents tipus de prostaglandines amb els seus respectius receptors i funcions.
| Tipus de PG | Receptor       | Tipus de GPCR | Funció |
| ----------- | -------------- | ------------- | --- |
| PGI2        | IP             | Gs            | - vasodilatació - inhibició de l'agregació plaquetària - broncodilatació |
| PGE2        | EP1            | Gq            | - broncoconstricció - contracció del múscul llis de l'aparell digestiu |
| PGE2        | EP2            | Gs            | - broncodilatació - relaxació del múscul llis de l'aparell digestiu - vasodilatació                                                                                            |
| PGE2        | EP3            | Gi            | - ↓ secreció àcid gàstric - ↑ secreció mucus gàstric - contracció del múscul llis de l'aparell digestiu - inhibició de la lipòlisi - ↑ resposta plaquetària als seus agonistes |

PGE2

| PGE2        | No especificat |               | - Hiperalgèsia - Pirogènic |
| PGF2α       | FP             | Gq            | - Contracció uterina - Broncoconstricció |

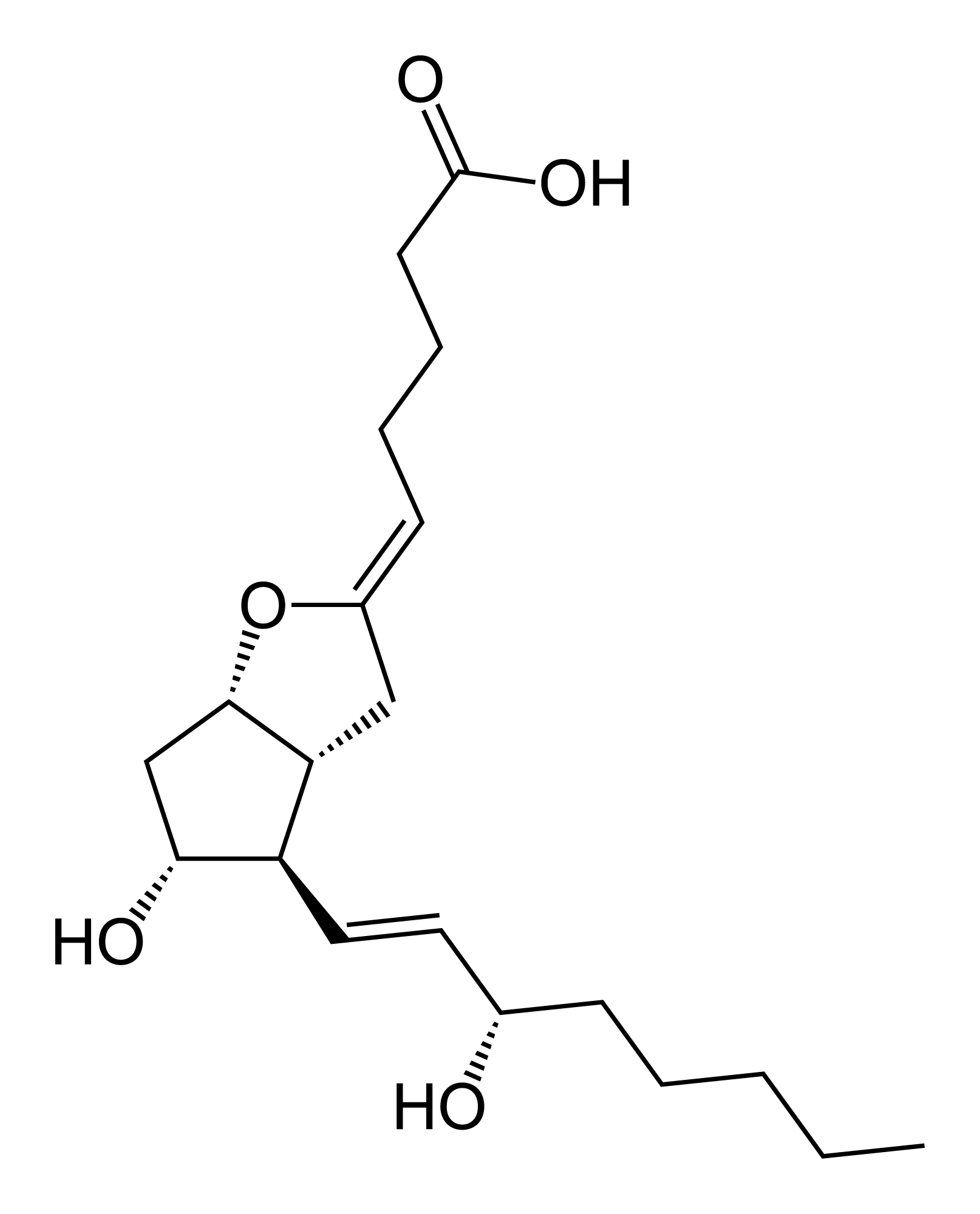
PGI2
PGF2α

- PGE2

## Funcions
Les prostaglandines actuen com si fossin hormones, ja que regulen molts dels processos fisiològics de l'organisme i tenen uns receptors específics. La seva funció està molt relacionada al tipus que són i per tant, a la seva estructura bioquímica. Tenen la capacitat d'induir la contracció i dilatació del múscul llis i per tant, estaran implicades en regulacions del teixit dels vasos sanguinis, els pulmons i l'úter. Les seves principals funcions són:

### Vasodilatacióivasoconstricció

Prostaglandina H2 (PGH2)

Actuen com a agents humorals que ajuden a regular la pressió sanguínia ja sigui per incrementar-la, com per evitar la hipertensió. Ho fan mitjançant la contracció i la relaxació de la musculatura de les parets dels vasos sanguinis que és de tipus llis. Les PGA i PGE són els 2 tipus de prostaglandines més importants pel que fa a la funció de dilatació dels vasos sanguinis. En concret, la PGE1 és el vasodilatador més potent i això és degut al grup carbonil que es troba en el carboni 9 de la molècula. En canvi, la PGF₂α i PGH2 incrementen la vasoconstricció.

### Resposta inflamatòria
Durant un procés inflamatori, la biosíntesi de prostaglandines s'incrementa i aquestes actuen com a missatgers que regulen l'activitat de les cèl·lules del sistema immunitari. La PGE2 és responsable de tots els processos que conformen una resposta inflamatòria (la vermellor, el dolor i la inflamació). Interacciona amb les citocines interleucines 1 i el factor de necrosis tissular (IL-I i FNT) per produir la febre que forma part de les respostes inflamatòries degudes a una infecció. També s'encarrega de la iniciació i la finalització d'aquest procés tal com fa la PGD₂. Aquests dos tipus de prostaglandina participen en la regulació de la resposta inflamatòria amb l'estimulació del trencament de mastòcits i els basòfils tissulars. Amb la desgranulació s'allibera histamina i cinina que són substàncies que produiran una resposta de dolor i un augment de la temperatura de l'organisme. A més a més, les prostaglandines PGI2 augmenten la sensibilitat de les terminacions nociceptives, les fan més sensibles al dolor.

### Broncodilatació i broncoconstricció
Tal com passa amb els vasos sanguinis, les prostaglandines influeixen en la regulació dels conductes respiratoris. Les PGE2 són alliberades en el teixit pulmonar després de l'estimulació antigènica o l'exposició a la histamina i produeixen una dilatació del teixit mitjançant l'activació del receptor EP3. Aquest tipus també és molt important en els fetus perquè manté obert el conducte aeri abans del naixement. La funció contrària la duen a terme les PGD2 PGF2 PGF2α.

### Regulació delsistema reproductor
En dones, les prostaglandines regulen les contraccions de l'úter. Les PGE2 i PGE4 relaxen el miometri mentre que les PGE1 i PGE3  el contrauen com també ho fa la PGF2α.

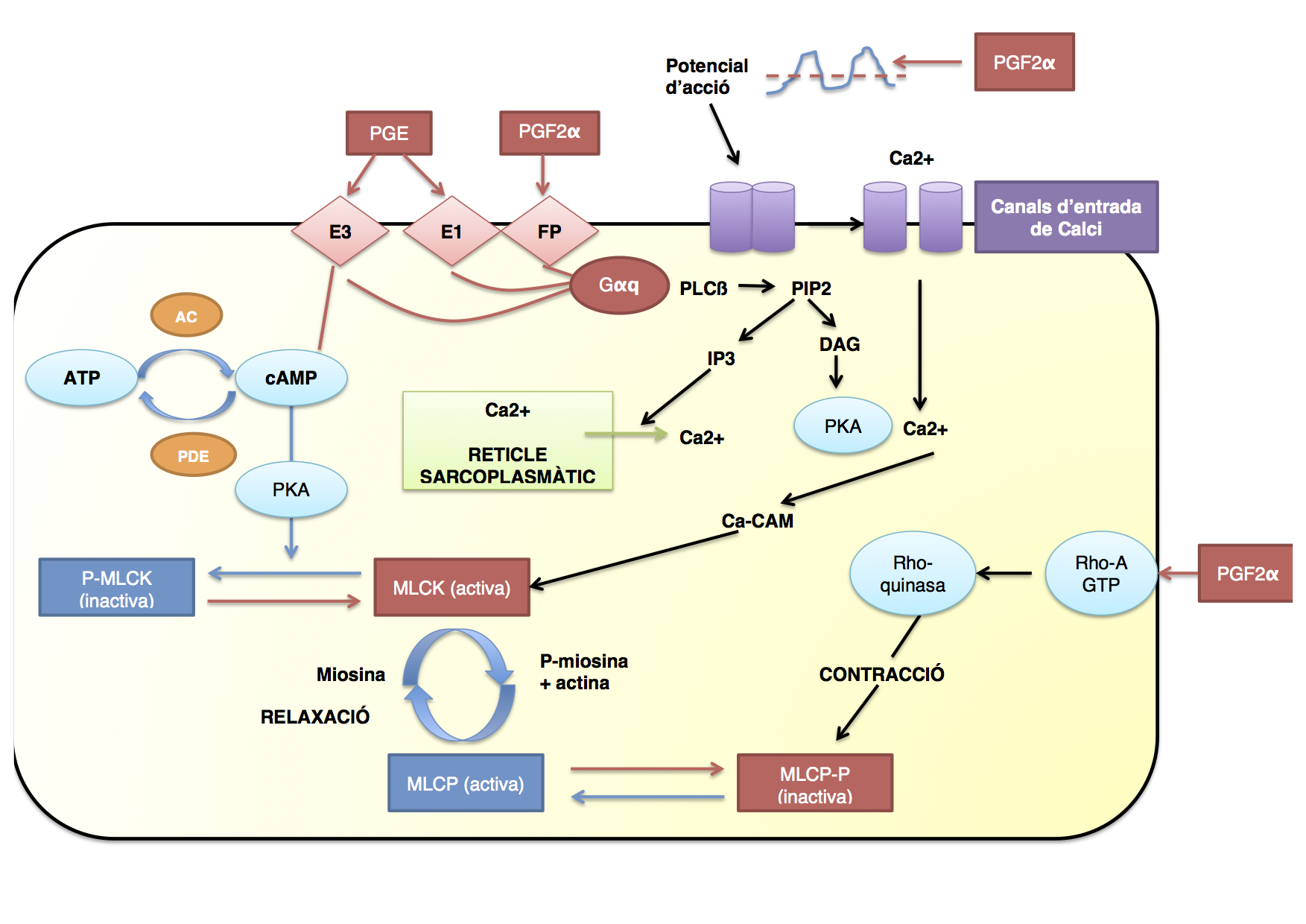
Procés de regulació de la contracció i dilatació del miometri desencadenat per les prostaglandines

La PGF2α indueix les contraccions augmentant la concentració de Calci que permet una millor interacció entre la miosina i l'actina. Ho pot fer de 3 maneres diferents:
1. Alliberant calci del reticle sarcoplasmàtic mitjançant IP3 (inositol trifosfat).
2. Augmentant la freqüència dels potencials d'acció que amplia els canals d'entrada de calci de fora la cèl·lula.
3. Activant canals de cations que en facilitaran l'entrada.

Les PGE tenen altres vies per a dur a terme la seva funció:
- PGE1: estimulen la mobilització del calci.
- PGE₃: els receptors d'aquestes inhibeixen l'adenil ciclasa (AC) que farà que no es formi cAMP (guanosina monofosfat cíclica) i PKA (proteïna-cinasa A).
- PGE2 i PGE₄: estimulen la formació de cAMP que formarà PKA. Com a conseqüència, disminuiran de mida les entrades de Calci a la cèl·lula, es fosforilarà la MLCK (miosina de cadena lleugera cinasa) i s'activarà la MLCP (miosina de cadena lleugera fosfatasa).

Per altra banda, en els homes, s'ha trobat que l'esperma té una molt alta concentració de prostaglandines que induirien la dilatació i la contracció de l'úter en el moment del coit.

### Regulació de l'agregació plaquetària
Hi ha prostaglandines com la PGI2 que són producte de cèl·lules endotelials dels vasos sanguinis i que fan que les plaquetes no es puguin unir a les parets. En aquesta funció col·labora la PGE1 inhibint l'adhesió i l'agregació de trombòcits i alliberant les anteriors acumulacions. Per altra banda, la PGE2  i PGH2 contribueixen en el procés de coagulació.

### Protecció delsistema gastrointestinal
PGI2  i PGE2 protegeixen la mucosa del sistema gastrointestinal inhibint la formació de AMP cíclica en les cèl·lules que el formen. Això redueix la secreció d'àcid, estimula la secreció de mucosa i hidrogencarbonat. Finalment, també augmenta el flux sanguini de la mucosa i estimula la síntesi de fosfolípids de membrana.

## Aplicacions mèdiques
Les prostaglandines sintètiques tenen diversos usos clínics:

### Inducció del part i l'avortament
Les prostaglandines afavoreixen la maduració del coll uterí. S'administra prostaglandina per mitjà d'un gel que és introduït a la vagina (normalment, el fàrmac Cervidil) o bé amb un comprimit per via oral. Si s'utilitza sola, la prostaglandina pot desencadenar el part, però també es pot utilitzar abans d'administrar l'hormona oxitocina, que indueix les contraccions.
La PGF₂ exerceix un paper important en el part, no només per inhibició de la secreció de progesterona, hormona que suprimeix la contracció uterina, sinó també de forma directa, sensibilitzant la fibra muscular uterina a l'oxitocina.
La indometacina o l'aspirina són capaces de prolongar la duració del part, tant en animals com en humans, ja que inhibeixen la producció de prostaglandines.
Les prostaglandines també s'utilitzen per induir l'avortament. En aquest cas, s'administren per injeccions intramusculars o píndoles, de manera que es provoquen les contraccions, i l'avortament es dona en forma d'hemorràgia.

### Tractament de la disfunció erèctil

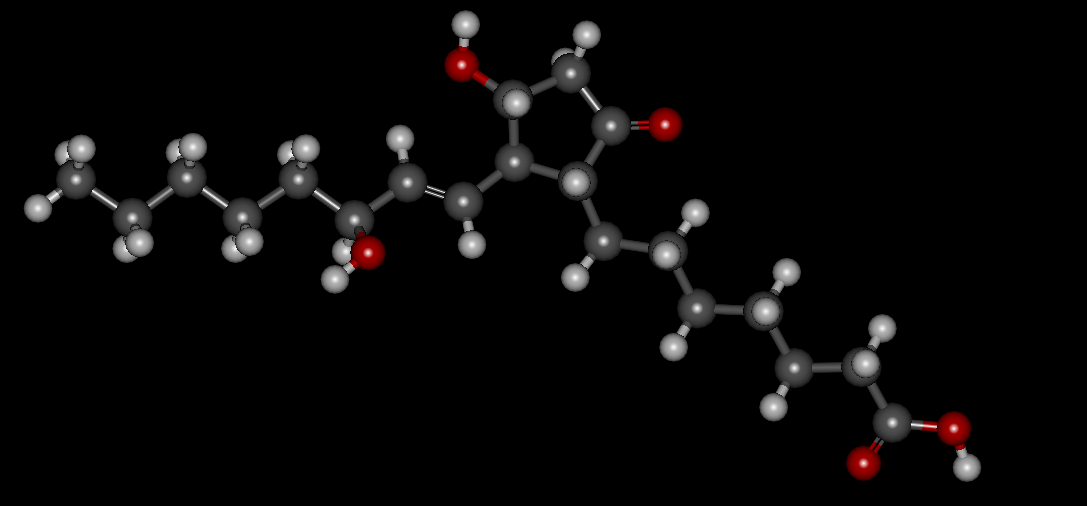
Estructura molecular de l'alprostadil (PGE1)

L'Alprostadil és una versió sintètica de la prostaglandina E que s'usa per tractar la disfunció erèctil. L'Alprostadil interacciona amb receptors de membrana que estimulen l'adenilatociclasa, augmentant els nivells intracel·lulars d'AMP-cíclic, activant la proteïna-cinasa, cosa que provoca la relaxació muscular. Això permet que aquest fàrmac indueixi l'erecció relaxant el múscul llis del membre reproductor masculí i dilatant les artèries cavernoses. Aquesta dilatació va acompanyada per un augment del flux arterial, al mateix temps que s'incrementa la resistència venosa de retorn. Com a resultat, els espais lacunars s'expandeixen i s'omplen de sang, que queda atrapada.
L'Aprostadil es pot administrar de dues formes:
- Per injecció directa a la base del membre o a un costat.
- Per teràpia autoadministrada intrauretral, la qual consisteix en la utilització d'un aplicador que inserta un petit supositori d'Alprostadil, que és col·locat uns 5 centímetres en la uretra. El supositori és absorbit pel teixit erèctil, augmentant el flux sanguini, cosa que provoca l'erecció.

### Tractament del "Ductus" arteriós persistent
En el tractament del “Ductus” (o conducte) arteriós persistent, una anomalia congènita de l'arc aòrtic, també s'utilitza Alprostadil, és a dir, prostaglandina E, que manté obert el conducte arteriós en relaxar els músculs llisos d'aquest. Aquest tractament sol administrar-se en forma d'injecció intravenosa als nounats fins que es practica la cirurgia, encara que només és efectiu abans que es tanqui per complet el conducte arteriós.
El tractament amb Alprostadil a nounats amb defectes congènits cianòtics cardíacs ocasiona un augment del flux de sang pulmonar amb el corresponent augment de la pressió parcial arterial i de la saturació d'oxigen.

### Fenomen de Raynaud

Iloprost (PGI2)

El fenomen de Raynaud és un trastorn poc freqüent dels vasos sanguinis que afecta generalment als dits de les mans i els peus. Aquesta malaltia provoca un estrenyiment dels vasos sanguinis quan la persona experimenta fred o estrès, de manera que la sang no pot arribar a la superfície de la pell.
Les prostaglandines són àmpliament utilitzades com a tractament del fenomen de Raynaud, principalment en casos greus que no responen al tractament vasodilatador habitual, que sol ser algun antagonista del calci. Les prostaglandines són usades perquè 
són potents vasodilatadors i antiagregants de plaquetes, i el seu efecte es manté més enllà del moment de la seva administració. La més utilitzada és l'Iloprost, un anàleg estable de la PGI₂.

## Implicacions
Al llarg del temps s'ha vist que les prostaglandines estan relacionades amb diverses malalties i alteracions, entre les quals destaquen:

### Úlceres pèptiques
Les prostaglandines són produïdes per la ciclooxigenasa a la mucosa gàstrica, a més d'altres moltes parts de l'organisme. La inhibició de la ciclooxigenasa per part de l'aspirina o altres AINE s'associa amb la lesió i úlcera gàstrica. El mecanisme fisiopatològic de la formació més gran d'úlceres gàstriques és la disminució de la producció de ciclooxigenasa i de prostaglandines E1 i E₂ a la mucosa gàstrica. Aquestes prostaglandines porten a terme diverses accions, com la inhibició de la secreció d'àcid, l'estimulació de la secreció d'hidrogencarbonat i de moc gàstric, i el manteniment del flux sanguini d'aquesta.

### Càncer

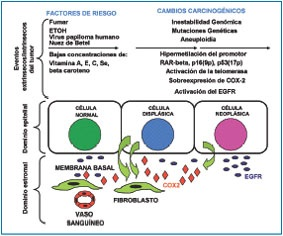
COX2 i càncer

En diversos estudis s'ha pogut observar una relació entre l'expressió d'un tipus de prostaglandina amb algunes classes de càncer.
Les ciclooxigenases (COX) són enzims que inicien la síntesi de PGE₂, entre altres productes. Aquesta prostaglandina s'ha associat amb diversos tipus de càncer, inclosos el càncer colorectal, de mama, pròstata, pulmó, estómac, i els càncers d'esòfag.
La PGE₂ activa quatre receptors “E”, prostanoides EP1-4, i aquests activen diferents vies de senyalització intracel·lular per alterar la funció de la cèl·lula. A més, aquesta molècula augmenta l'expressió de COX-2, de manera que es veu afavorida la seva pròpia síntesi. Això crea un cercle viciós on la senyalització relacionada amb el tumor augmenta la COX-2, i aquesta, al seu torn, la producció de PGE₂, la qual impulsa l'angiogènesi, la supressió de l'apoptosi i la immunitat innata de les cèl·lules tumorals.
La PGE₂ actua d'una manera molt localitzada i es metabolitza ràpidament. En el sèrum i en els teixits, es metabolitza a 15-cetoPGE₂ per mitjà de la 15-hidroxideshidrogenasa PG (15-PGDH). L'expressió reduïda d'aquest enzim condueix a la prolongació de l'acció de la PGE₂.
Nombrosos estudis han demostrat que els AINE, com l'aspirina, poden produir una regressió d'adenomes intestinals i prevenir el càncer colorectal, de manera que poden utilitzar-se com a quimiopreventius. Això és conseqüència de la seva funció com inhibidors de la síntesi de prostaglandines.

### Calvície
El 2012, la Universitat de Pennsylvania (EUA) va portar a terme una investigació liderada per George Cotsarells, on van identificar el que podria ser la clau de l'alopècia androgènica, la forma més comuna de calvície, que afecta el 80% dels homes europeus abans dels 70 anys.
Per l'estudi es va analitzar l'activitat de més de 20.000 gens en el cuir cabellut de cinc homes entre 40 i 65 anys sotmesos a un trasplantament capil·lar i es van comparar els gens actius de les zones amb cabell amb els de les zones despoblades. D'aquesta manera van observar que el gen amb major activitat a les zones despoblades era un gen relacionat amb la fabricació de la prostaglandina D₂ (PGD₂).
Un estudi posterior amb 17 voluntaris afectats per alopècia ha corroborat que la calvície progressa a les zones del cuir cabellut amb un excés de PGD₂. A més, s'ha constatat que aplicant una crema rica en aquesta prostaglandina sobre la pell de ratolins, aquests presenten una pèrdua de pèl.
Els científics han demostrat també que la PGD₂ inhibeix el creixement del cabell perquè interactua amb un receptor anomenat GPR44. L'interès d'aquest receptor radica en el fet que ja existeixen una desena de fàrmacs experimentals, desenvolupats per diferents companyies farmacèutiques, capaços de bloquejar-lo.
Evidentment, la PGD₂ i el GPR44 no són les úniques molècules involucrades a la calvície, ja que estudis anteriors han demostrat que la testosterona és necessària perquè l'alopècia androgènica progressi. Entre els efectes de la testosterona està el de potenciar la proteïna PGD₂, el que pot explicar la relació de la prostaglandina amb la calvície, i que la pèrdua de cabell sigui més comú entre homes que entre dones.